# Буджак

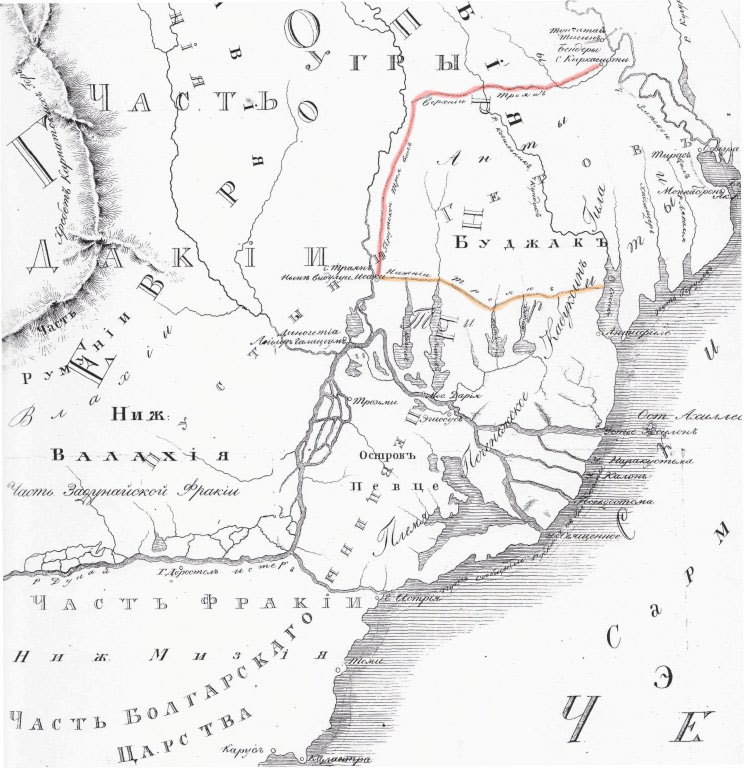
Буджак — историческая область между устьями Дуная и Днестра

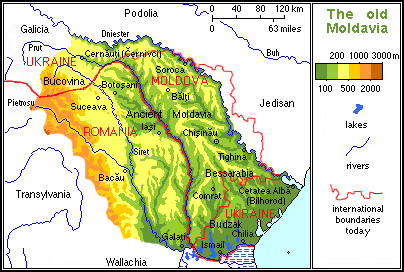
Буджак на физической карте

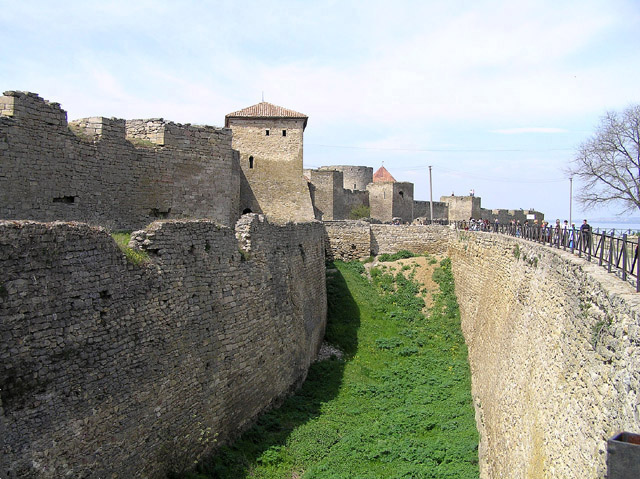
Крепость в городе Белгород-Днестровский

Буджа́к (болг.  и укр. Буджак, рум. Bugeac, гаг. Bucak; в пер. с тур. bucak — «угол») — историческая область на юге Бессарабии, занимающая южную часть междуречья Дуная и Днестра, на востоке омывается Чёрным морем.
На севере историческая граница Буджака проходила по Верхнему Траянову валу. На его территории расположена Буджакская степь, включает в себя часть дельты Дуная. Ныне это юго-западная часть Одесской области Украины и южные районы Молдавии (Гагаузия, Тараклийский, Каушанский и Штефан-Водский р-ны). Характеризуется пёстрым национальным составом. Один из самых своеобразных регионов современной Украины и Молдавии в языковом, культурном, географическом отношениях. Исторически является частью более крупного, преимущественно степного макрорегиона, известного как Северное Причерноморье.

## Этимология
Этимология названия региона восходит к турецкому слову bucak («угол») — так называлась степная территория, лежавшая между турецкими крепостями Измаил, Бендеры и Аккерманская крепость (ныне Белгород-Днестровский). Альтернативное наименование региона — Аккерманщина восходит к турецкой кальке славянского названия крупнейшего города региона — Белгород-Днестровский (то есть белая крепость), который в 1484 году оккупировала Османская империя. На рубеже XV—XVI веков регион захватывают ногайцы («буджакские татары»), в дальнейшем основавшие Буджакскую орду (Аккерманская/Белгородская орда), которая находилась в подчинении Крымского ханства и турецкого султана и постоянно совершала набеги на территорию Молдавского княжества, а также территории, подконтрольные запорожским казакам и другие части Украины. Гийо́м ле Вассе́р де Бопла́н говорил, что татарские отряды численностью 4 или 5 тысяч человек совершали вылазки на территории Украины и Подолии, где грабили христиан и забирали их для продажи в рабство, что составляло основной их источник дохода. Дунайские татары, ныне живущие в Добрудже (Румыния) — их потомки.

### Гидрографическая сеть
Речная сеть Буджака принадлежит бассейнам Чёрного моря, Днестра. Главные реки: Дунай (с Килийским гирлом), Днестр (с притоком Кучурган). Дельта Дуная и плавни Днестра местами заболочены. Крупные реки имеют важное хозяйственное значение для судоходства, орошения и получения гидроэнергии.
Длина лиманных и морского побережья от гирла реки Дунай до Тилигульского лимана достигает 300 км.
В приморской полосе много пресноводных (Кагул, Ялпуг, Катлабух) и солёных (Сасык, Шаганы, Алибей, Бурнас) озёр. Также на побережье находится большое количество лиманов, полностью или частично отгороженных от моря песчано-ракушечными пересыпями.

## История
В VII—X веках Буджак (тогда по-славянски его называли Оглос или же Онглос) находился в сфере влияния Болгарского ханства и Первого Болгарского царства, а в XII—XIV веках — Второго Болгарского царства (под греческим именем Параталассия; греч. Παραθαλασσια — дословно «приморье»). В Буджаке в основном господствовали кочевники, кроме коротких промежутков в конце I тысячелетия, когда его заселили болгары (вытесненные около 1000 года печенегами).
В конце XIII века были основаны первые колонии генуэзцев на низовьях Днестра, и снова оживилась торговля. В XIII—XIV веках Золотой ордой была возведена Белгород-Днестровская крепость (изначально — Ак-Либо). В последней трети XIV века, после упадка Золотой Орды, приморская Бессарабия вошла в состав Молдавского княжества; тогда же территория, опустошённая татарскими нашествиями, была заселена молдаванами. 5 августа 1484 года молдавский гарнизон Белгород-Днестровской крепости после длительной осады был вынужден капитулировать перед османскими войсками, крепость переименована в Аккерман.
В 1503 году Турция присоединила южную Бессарабию (Буджак), где были построены крепости Бендеры и Измаил. Аккерман и Килия с округой стали турецкими административными единицами — райя. В 1538 году новая райя была образована на отторгнутой у Молдавии бессарабской территории с центром в Бендерах — Тигина. В Буджаке поселяются ногайцы, создавшие в начале XVII века аморфное квазигосударственное образование — Буджакскую орду, подчинявшуюся Крымскому ханству, и совершавшую набеги на сопредельные территории. Столицей Буджакской орды был г. Каушаны, где располагалась резиденция султана (правителя) орды, назначавшегося из числа Крымского ханского дома Гиреев. Буджак входил в состав Османской империи до Русско-турецкой войны 1806—1812 годов, в 1812 году был присоединён к России, по итогам Бухарестского мира. В Российской империи название Буджак использовалось для описания южной степной части Бессарабской губернии, в свою очередь входившей в более обширный историко-этнографический регион Новороссия.
Буджакские татары, сформировавшиеся на территории Буджака в результате смешения нескольких кочевых тюркских племён, главными из которых были ногайцы, покинули эти земли в начале Русско-турецкой войны 1806—1812 годов, переселившись за Дунай, в турецкие владения. Их место заняли православные переселенцы из Болгарии (болгары, гагаузы, арнауты), а также других областей Российской империи (русские, украинцы), которые и создали русскоязычный характер этой области, сохраняющийся до настоящего времени. Молдавское население стало преобладающим в поселениях вдоль реки Прут от Кагула на севере до Рени на юге.
После Крымской войны по Парижскому мирному договору 1856 года часть Буджака была уступлена Россией Молдавскому княжеству. В 1878 году по Берлинскому трактату Россия вернула себе эти земли, включив в состав Бессарабской губернии. В 1918—1940 годы Буджак входил в состав Румынии, был присоединен к СССР в 1940 году, северная (меньшая) его часть вошла в состав Молдавской ССР, южная — в Украинскую ССР.

## Население
Буджак издавна известен своим пёстрым этно-языковым составом населения в целом. Ни один из народов не составляет в украинской части Буджака большинства, при этом доля украинцев в нём (35,8 %) вдвое ниже чем по стране в целом (78 %) и в полтора раза ниже чем в Одесской области в частности (60 %). Повышена доля болгар, молдаван, гагаузов; доля этнических русских соответствует общеукраинской (при этом среди русских Буджака выделяют отдельно староверов липован). В XIX и XX веках значительную часть населения Буджака составляли немецкие колонисты. Сейчас немцев почти нет. В регионе сохраняется небольшой ареал компактного расселения албанцев-арнаутов.
Так, согласно Всеукраинской переписи населения 2001 года, в украинской части Буджака проживали:
- Украинцы 35,8 %
- Болгары 24,8 %
- Русские 17,7 %.
- Молдаване 15,2 %
- Гагаузы 4,6 %
- Албанцы-арнауты 0,4 %
- Прочие 1,5 %

| Район или Город             | Численность (доля %) | Украинцы        | Молдаване       | Болгары Бессарабии | Русские         | Гагаузы         | Прочие  |
| --------------------------- | -------------------- | --------------- | --------------- | ------------------ | --------------- | --------------- | ------- |
| Арцизский район             | 51 700               | 14 200          | 3300            | 20 200             | 11 500          | 900             | 1600    |
| Белгород-Днестровский район | 62 300               | 51 000 (81,9 %) | 3900            | 800                | 5500 (8,8 %)    | 200             | 900     |
| Болградский район           | 75 000               | 5700 (7,6 %)    | 1200            | 45 600 (60,8 %)    | 6000            | 14 000 (18,7 %) | 2500    |
| Измаильский район           | 54 700               | 15 800 (28,9 %) | 15 100 (27,6 %) | 14 100             | 8900            | 200             | 600     |
| Килийский район             | 59 800               | 26 700 (44,6 %) | 9400            | 2600               | 18 000 (30,1 %) | 2300            | 800     |
| Ренийский район             | 40 700               | 7200 (17,7 %)   | 19 900 (48,9 %) | 3400               | 6100            | 3200            | 900     |
| Саратский район             | 49 900               | 21 900 (43,9 %) | 9400            | 10000              | 7900            | 200             | 500     |
| Тарутинский район           | 45 200               | 11 100          | 7500            | 17 000 (37,6 %)    | 6300            | 2700            | 600     |
| Татарбунарский район        | 41 700               | 29 700 (71,2 %) | 3900            | 4800               | 2700            | -               | 600     |
| город Измаил                | 85 100               | 32 500 (38,2 %) | 3700            | 8600               | 37200 (43,7 %)  | 800             | 2.300   |
| город Белгород-Днестровский | 51 100               | 32 200 (63,0 %) | 1000            | 1900               | 14 400 (28,8 %) | 200             | 1400    |
| Итого                       | 617 2001             | 248 0001        | 78 3001         | 129 0001           | 124 5001        | 24 7001         | 12 7001 |

## Буджак на картах

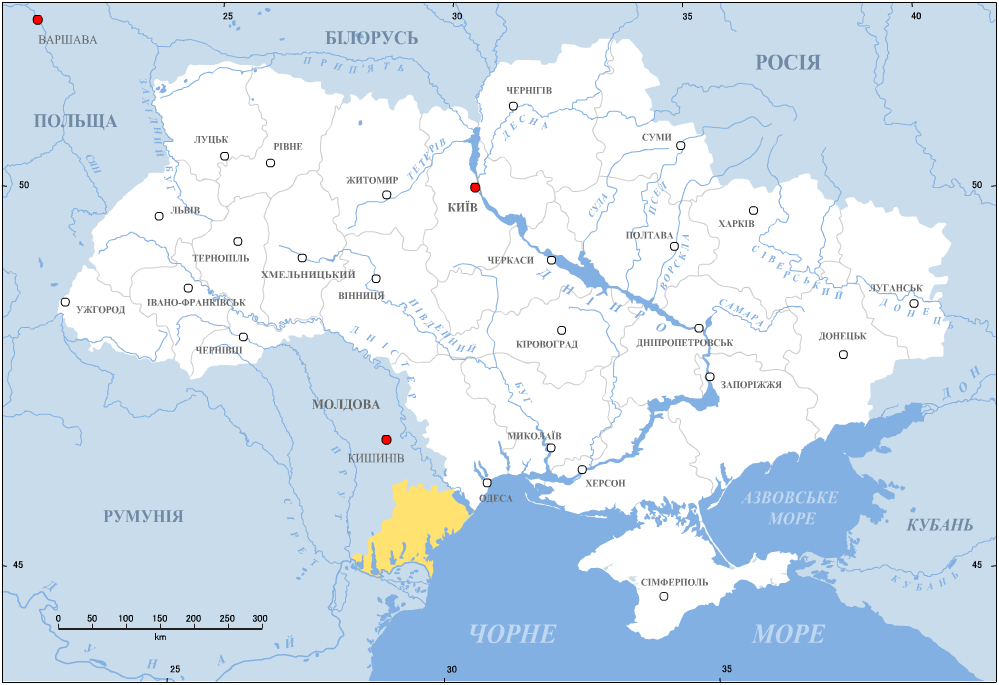
Украинская часть Буджака
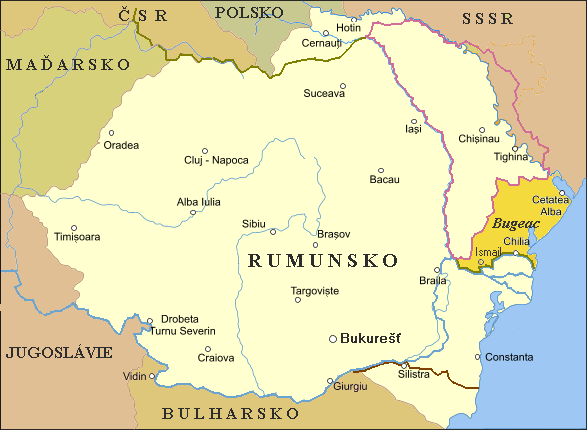
Современная украинская часть Буджака, в границах Румынии 1918-1940 годов
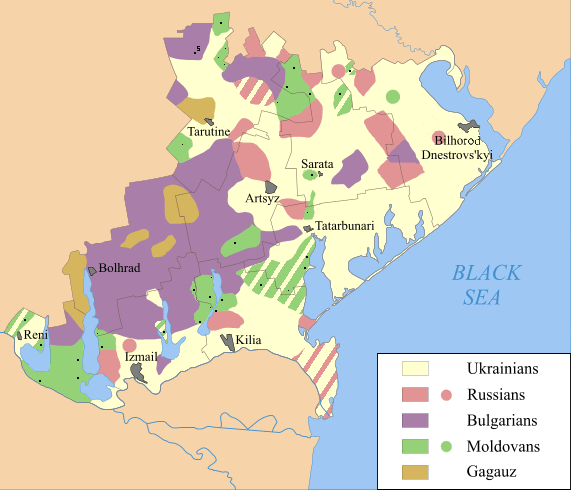
Этническая карта украинского Буджака по переписи 2001 г.
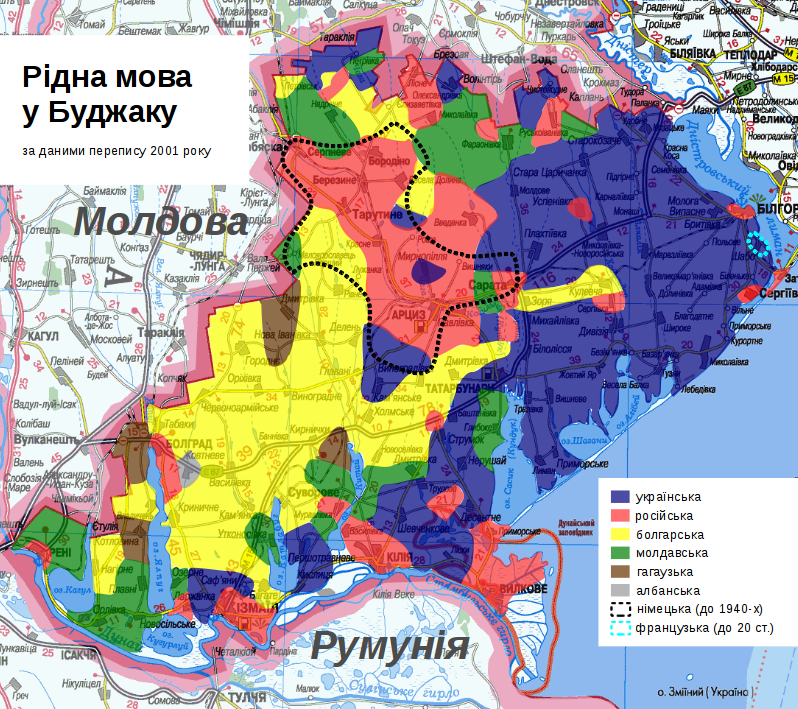
Родной язык в украинской части Буджака по переписи 2001 г.
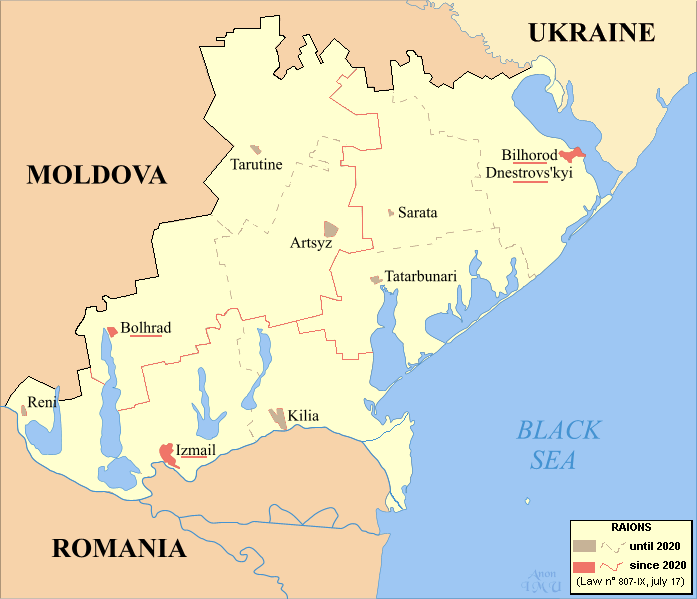
Буджак (украинская часть) на карте Одесской обл. Украины
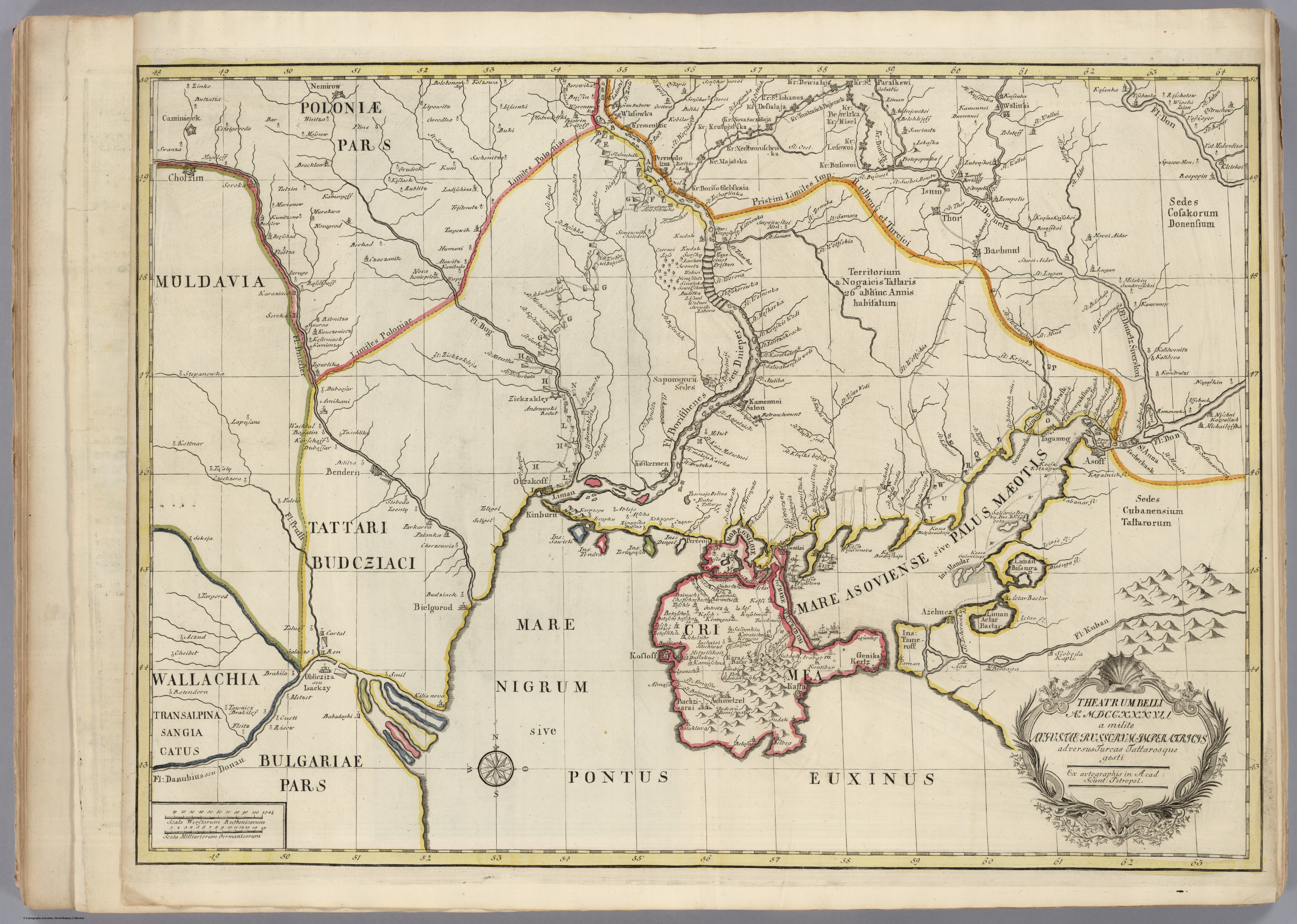
Карта Буджака и Северного Причерноморья (1737 год)
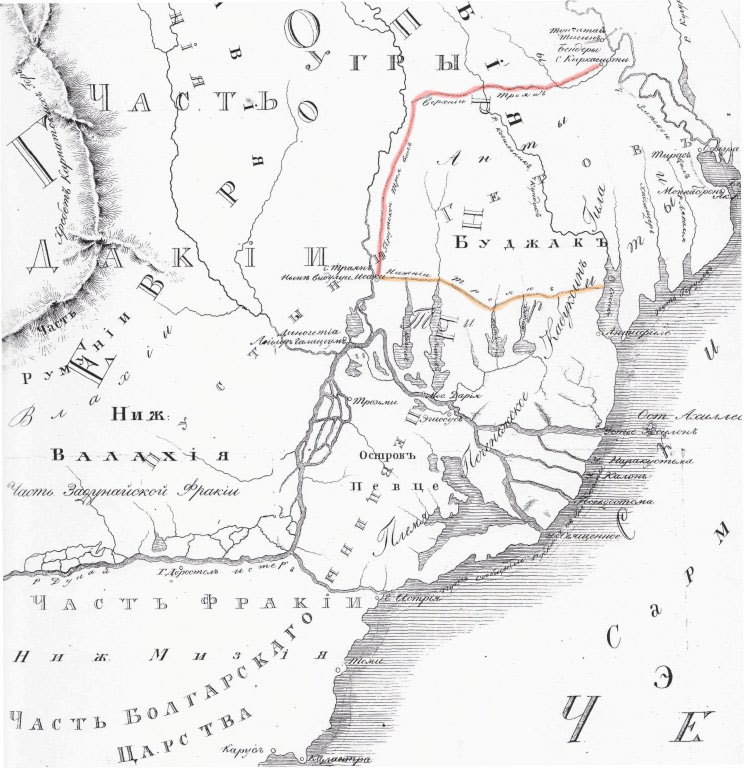
Карта Буджака (1827 г.)
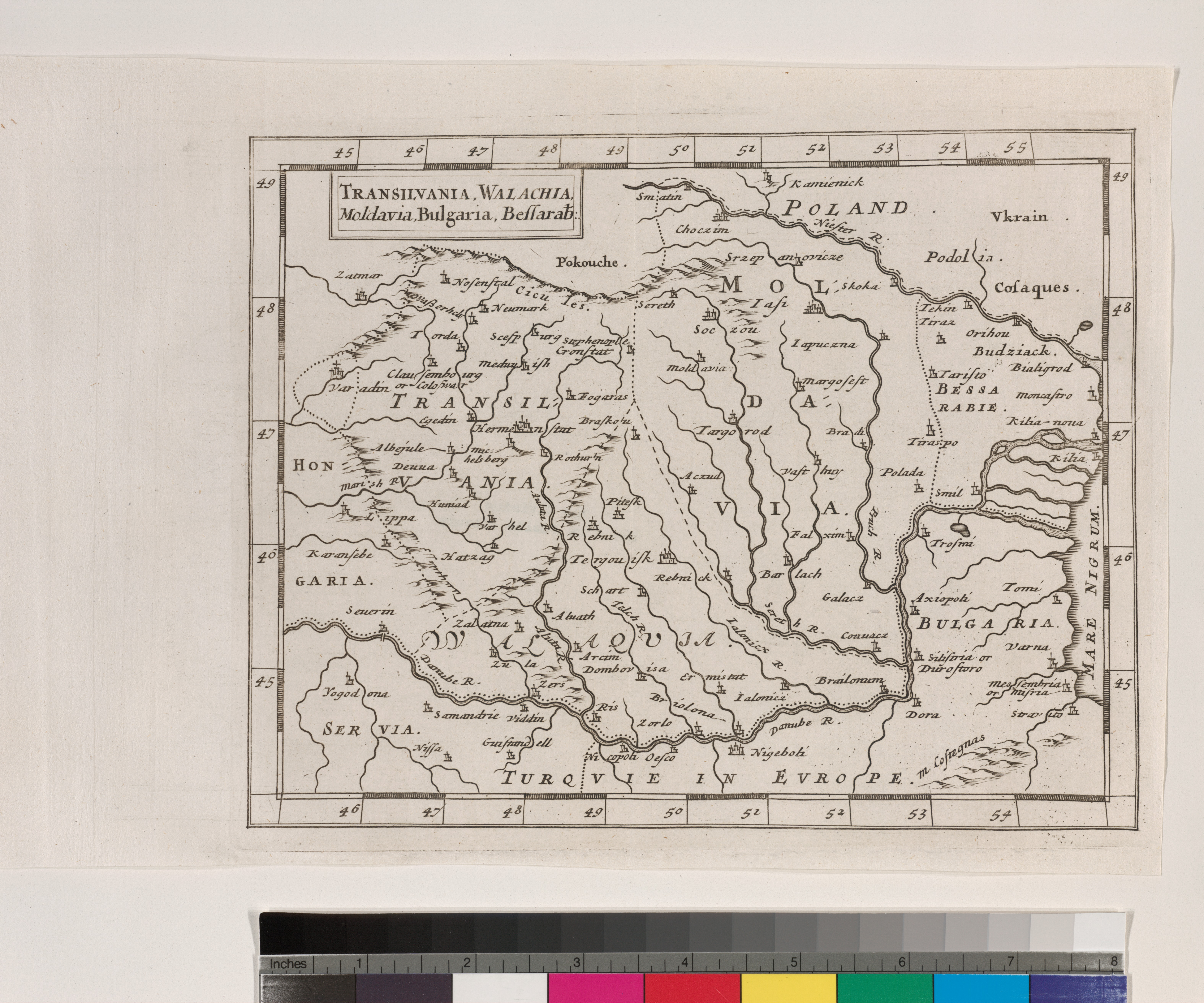
Английская карта Валахии, Молдавии и Бессарабии (территория Буджака) (конец XVII века).